# Claudio De Cecco
Claudio De Cecco (Houilles, 31 maggio 1963) è un pilota di rally italiano.

## Biografia
Debutta nei rally nel 1986 con la A112 con a fianco Giuliano Cantarutti, e già nell'1987 vince il Campionato Friuli Venezia Giulia e la Coppa Csai N2. Dopo alcune stagioni altalenanti, nel 1992 ottiene la sua prima vittoria assoluta con una Peugeot 405 Mi16, navigato da Giorgio Sincerotto, mentre l'anno successivo con una Lancia Delta Hf gruppo A si aggiudica la Coppa Italia di zona, successo che bisserà anche l'anno successivo. Nel 1995 si aggiudica anche la coppa Italia di 5a zona con la Toyota Celica e nel 1996 vince Coppa Italia e Mitropa Rally Cup con la Subaru Impreza del team Procar.
Nel 1997 con la Ford Escort Cosworth dell'Errani Team vince nuovamente la Coppa Italia e debutta nel mondiale Rally, cogliendo un 13º posto assoluto al Rally di Sanremo. Nel 1998 ritorna nel CIR, ma è nel 1999 che su Subaru Impreza Wrx gruppo A si aggiudica il "Trofeo Privati" e il 5º posto finale. Nel 2000 con la Toyota Corolla Wrc conclude il CIR in quarta posizione assoluta e nel 2001 con la Ford Focus Wrc dell'Euromotor-Erg è vicecampione del Trofeo Italiano Rally, risultato bissato nel 2002 nonostante la forzata rinuncia alle gare clou del trofeo.
Nel 2003 nasce la FriulMotor, con cui giunge 3º posto assoluto nella FIA European Rally Cup a bordo dell'Peugeot 206 WRC. Nel 2004, alternandosi tra la 206 e la Subaru Impreza di gruppo N si aggiudica la Mitropa Rally Cup, che vince anche nel 2005. Nel 2007 si aggiudica sempre con una Subaru, stavolta la Impreza N12, la Coppa Italia Rallies Gruppo N, mentre nel 2009 e nel 2010 sulla Peugeot 207 S2000 si laurea vincitore Assoluto Coppa Italia Rallies.
Nel 2011 ha ottenuto diverse vittorie al Rally Ronde di Sperlonga con la Citroën Xsara WRC, Al Rally ronde Dolomiti su Ford Focus WRC,  alla gara del Challenge Coppa Italia del Rally Del Friuli Alpi Orientali su Peugeot 207 S2000, al Rally Di Majano su Peugeot 207 S2000, al Ronde Alto Friuli sempre su 207 ed infine al Rally Ronde dell'isontino su Ford Focus.
Nella stagione 2012 dopo gli sfortunati ritiri al Rally di Majano (mentre era in testa con la Ford Fiesta RRC) e al Rally del Friuli (quando era a ridosso del podio) De Cecco ha ottenuto la 70ºvittoria assoluta al Rally Nova Gorica a bordo della Ford Focus WRC Friulmotor ed ottenendo sempre con questa vettura il secondo posto al Rally della Quercia.
Nel 2013 si aggiudica al debutto stagionale il Rally Ronde del Grifo a bordo della Ford Focus WRC e poi il Rally del Piancavallo, unica gara "Big" del Triveneto che mancava al suo palmarès alla guida della fida Peugeot 207 S20 senza dimenticare la vittoria al 6º Rally di Majano (sempre su 207 S20) e alla 2ª Ronde Nova Gorica (con la Ford Focus WRC).
La stagione 2014 vede De Cecco impegnato nella Alpe Adria Rally Cup dove vincendo la speciale classifica al Bellunese con la 207, al Jacque Lemans Rallye e al Rally di Majano con la Ford Fiesta RRC vince il titolo al 3º Rally di Nova Gorica con la Peugeot 208 T16 R5 dove si aggiudica anche la gara .
Inoltre grazie alle vittorie ottenute al Pineta Master Show ed all'Adriatico Master Show a bordo della Ford Fiesta WRC, De Cecco raggiunge quota 80 Vittorie Assolute.
Per la stagione 2015 l'obbiettivo è quello di celebrare i 30 anni di carriera con la vittoria del Trofeo Rally Nazionali 3ª Zona: ai secondi posti ottenuti all'Adriatico (Peugeot 207 S20), Bellunese (Citroën DS3 R5) e San Martino (Peugeot 208 T16 R5) si affiancano le vittorie al Rally di Majano (Ds3 R5), Piancavallo (2º assoluto ma primo per quanto riguarda la classifica TRN con la Skoda Fabia S20) ed al prestigioso Rally del Friuli (Skoda) nella versione TRN. Inoltre arriva la vittoria anche al Rally Valli della Carnia con la nuova Citroën DS3 R5 portando il numero delle vittorie a quota 83.
L'obbiettivo viene centrato al Rally San Martino di Castrozza dove, con il secondo posto assoluto nella classifica TRN, si aggiudica la matematica certezza della Vittoria del Trofeo Rally Nazionali di 3ª Zona.
Nel 2016 partecipa con la Peugeot 208 T16 R5 al Rally Piancavallo e all'Alpi Orientali, ottenendo in entrambe le occasioni la vittoria e portando a 85 le vittorie in carriera, ma vince anche al 4º Rally Nova Gorica con la Skoda Fabia R5 di Skoda Italia.
Nel 2017, sotto le vesti di pilota ufficiale Hyundai Slovenia partecipa al campionato sloveno con la Hyundai i20 NG R5, ma vince anche in Italia al Bellunese.
Nel 2018 viene riconfermato pilota ufficiale Hyundai Slovenija giungendo secondo nel campionato nazionale del tricorno.
Anche nel 2019 rimane a bordo della Hyundai i20 R5 puntando alla Coppa Italia, che porta a casa nella categoria Over 55 così come nel 2020, 2021 e 2022.

## Palmarès
I principali risultati ottenuti.
Vittorie assolute all'attivo: 87
| Gara/Campionato                              | Vettura                           | Risultato   |
| -------------------------------------------- | --------------------------------- | ----------- |
| Campionato Rally Friuli VG 1987              | A112                              | 1º          |
| 10º Rally Piancavallo 1989                   | Ford Sierra C. N4                 | 9º          |
| Opel Challenge 1990                          | Opel Kadett A7                    | 2º          |
| Rally Portogruaro 1992                       | Peugeot 405 Mi16                  | 1º          |
| Rally Sagittario 1993                        | Lancia Delta HF A8                | 1º          |
| 29ºRally Alpi Orientali 1993                 | Lancia Delta HF A8                | 1º          |
| Coppa Italia 4ª Zona 1993                    | Lancia Delta HF                   | 1º          |
| Coppa Italia 4ª Zona 1994                    | Lancia Delta HF                   | 1º          |
| Trofeo Rallygame Austosprint 1993-1994       | Lancia Delta                      | 1º          |
| Coppa Italia 4ª e 5ª Zona 1995               | Toyota Celica A8                  | 1º          |
| Mitropa Rally Cup 1996                       | Subaru Impreza A8                 | 1º          |
| Coppa Italia 3ª Zona 1996                    | Subaru Impreza                    | 1º          |
| Coppa Italia 4ª Zona 1997                    | Ford Escort Cosworth A8           | 1º          |
| Rally Sanremo - WRC Italia 1997              | Ford Escort Cosworth              | 13º         |
| Campionato Italiano Rally "Privati" 1998     | Ford Escort Cosworth              | 2º          |
| Campionato Italiano Rally "Privati" 1999     | Subaru Impreza WRX A8             | 1º          |
| Campionato Italiano Rally 1999               | Subaru Impreza WRX A8             | 5º          |
| Campionato Italiano Rally 2000               | Toyota Corolla WRC                | 4º          |
| Rally San Martino di C. 2001                 | Ford Focus WRC                    | 1º          |
| Trofeo Italiano Rally 2001                   | Ford Focus WRC                    | 2º          |
| Rally Valle d'Aosta 2002                     | Ford Focus WRC                    | 1º          |
| 38º Rally Alpi Orientali 2002                | Subaru Impreza WRC                | 1º          |
| Trofeo Italiano Rally 2002                   | Ford Focus WRC                    | 2º          |
| Mitropa Rally Cup 2002                       | Ford Focus WRC                    | 3º          |
| Rally San Martino di C. 2003                 | Peugeot 206 WRC                   | 1º          |
| 6ºRally Valli Pordenonesi 2003               | Peugeot 206 WRC                   | 1º          |
| 39º Rally Alpi Orientali 2003                | Peugeot 206 WRC                   | 1º          |
| FIA European Cup Rallies 2003                | Peugeot 206 WRC                   | 3º          |
| Rallye Dunlop 2004                           | Peugeot 206 WRC                   | 1º          |
| Mitropa Rally Cup 2004                       | Peugeot 206 WRC/Subaru Impreza N4 | 1º          |
| Mitropa Rally Cup 2005                       | Subaru Impreza N4                 | 1º          |
| Coppa Italia Rallies 2007                    | Subaru Impreza N4                 | 2º          |
| Coppa Csai Gr.N Coppa Italia Rally 2007      | Subaru Impreza N4                 | 1º          |
| 45º Rally del Friuli Alpi Orientali-TRN 2009 | Peugeot 207 S2000                 | 1º          |
| Coppa Italia Rallies 2009                    | Peugeot 207 S2000                 | 1º          |
| Coppa Italia Rallies 2010                    | Peugeot 207 S2000                 | 1º          |
| Rally di Majano 2011                         | Peugeot 207 S2000                 | 1º          |
| 47ºRally del Friuli Alpi Orientali-TRN 2011  | Peugeot 207 S2000                 | 1º          |
| 1ºRally Nova Gorica 2012                     | Ford Focus WRC                    | 1º          |
| 27º Rally Piancavallo 2013                   | Peugeot 207 S2000                 | 1º          |
| 6º Rally Majano 2013                         | Peugeot 207 S2000                 | 1º          |
| 2º Rally Nova Gorica                         | Ford Focus WRC                    | 1º          |
| Jacques Lemans Karnten Rallye 2014           | Ford Fiesta RRC                   | 1º          |
| 7º Rally di Majano 2014                      | Ford Fiesta RRC                   | 1º          |
| 3º Rally Nova Gorica                         | Peugeot 208 T16 R5                | 1º          |
| Alpe Adria Rally Cup 2014                    | Ford Fiesta RRC                   | 1º          |
| Rally Adriatico 2015-TRN                     | Peugeot 207 S2000                 | 2º          |
| 2º Rally della Carnia 2015                   | Citroën DS3 R5                    | 1º          |
| 8º Rally Majano 2015                         | Citroën DS3 R5                    | 1º          |
| 29º Rally Piancavallo 2015                   | Skoda Fabia S2000                 | 2º          |
| 51º Rally del Friuli Alpi Orientali-TRN      | Skoda Fabia S2000                 | 1º          |
| Trofeo Rally Nazionale 3ª Zona               | Citroën DS3-Skoda Fabia           | 1º          |
| 30º Rally Piancavallo 2016                   | Peugeot 208 T16 R5                | 1º          |
| 52º Rally del Friuli Alpi Orientali - CR     | Peugeot 208 T16 R5                | 1           |
| 4º Rally Petrol Nova Gorica                  | Skoda Fabia R5                    | 1º          |
| 32º Rally Bellunese                          | Hyundai i20 NG R5                 | 1º          |
| Campionato Assoluto Sloveno 2017             | Hyundai i20 NG R5                 | 2º          |
| Campionato Assoluto Sloveno 2018             | Hyundai i20 NG R5                 | 2º          |
| Coppa Italia Rally 2019                      | Hyundai i20 NG R5                 | 1º- Over 55 |
| Coppa Italia Rally 2020                      | Hyundai i20 NG R5                 | 1º- Over 55 |
| Coppa Italia Rally 2021                      | Hyundai i20 NG R5                 | 1º- Over 55 |
| Coppa Italia Rally 2022 - 4ª Zona            | Hyundai i20 Rally2                | 3°          |

## Risultati nel WRC
| 1997 | Scuderia | Vettura                 |  |  |  |  |  |  |  |  |  |  |  |    |  |  |  |  | Punti | Pos. |
| ---- | -------- | ----------------------- |  |  |  |  |  |  |  |  |  |  |  | -- |  |  |  |  | ----- | ---- |
| 1997 |          | Ford Escort RS Cosworth |  |  |  |  |  |  |  |  |  |  |  | 13 |  |  |  |  | 0     |      |

| 1998 | Scuderia | Vettura                       |  |  |  |  |  |  |  |  |  |  |     |  |  |  |  |  | Punti | Pos. |
| ---- | -------- | ----------------------------- |  |  |  |  |  |  |  |  |  |  | --- |  |  |  |  |  | ----- | ---- |
| 1998 |          | Toyota Celica GT-Four (ST205) |  |  |  |  |  |  |  |  |  |  | Rit |  |  |  |  |  | 0     |      |

| Legenda | 1º posto | 2º posto | 3º posto | A punti | Senza punti | Ritirato | Squalificato | NP=Non partito C=Gara cancellata | Apice=Power stage |